# Коронование Девы (картина Скакко)
«Коронование Девы со святыми Марком и Юлианом» (итал. Incoronazione della Vergine e i Santi Marco e Giuliano) — триптих Кристофоро Скакко, написанный им между 1495 и 1500 годами и хранящийся в Национальном музее Каподимонте в Неаполе.

## История
Триптих был написан Кристофоро Скакко во время его пребывания в королевстве Неаполь. Это одна из поздних работ живописца. Алтарный образ был заказан монастырём Святой Магдалины в Салерно. Ныне триптих входит в собрание Неаполитанской галереи и экспонируется в зале № 68 в музее Каподимонте.

## Сюжет и стиль
Сюжет коронования Девы известен в живописи с XIII века. Своим появлением он обязан «Золотой легенде» Иакова Ворагинского, в которой подробно описано вознесение Пресвятой Девы в Царство Небесное. Главная черта этого иконографического типа  состоит в том, что венец на голову Богоматери ещё не надет и его держит один из персонажей.
В центральной части триптиха размером 143 см на 21,5 см изображена сама сцена коронования. Сидящая Богоматерь в белом чепце склонилась перед Христом, сложив руки в молитвенном жесте. Она одета в скромное бурое платье с белым воротником, которое контрастирует с золотым плащом, покрывающим ноги Пресвятой Девы.
Напротив Богоматери изображён сидящий Христос в чёрном хитоне с тёмно-красным плащом. Его левая рука держит венец на головой Пресвятой Девы, а правая благословляет Её. Христос и Богоматерь сидят лицом к лицу на общей скамье. Святой Дух изображён нисходящим на Пресвятую Деву от Бога Отца в образе белого голубя над левой рукой Христа. Такое изображение возможно имеет теологический подтекст. Бог Святой Дух снисходит от Бога Отца через Христа — Бога Сына. Бог Отец изображён по пояс в образе старца в тёмно-красном хитоне и чёрном плаще. Он изображён в верхней части композиции с золотой сферой за спиной, которая символизирует Вселенную. Цвета одежды Бога Отца и Христа также имеют теологическое значение. Они свидетельствуют о догмате Предвечного рождения Бога Сына от Бога Отца. В левой руке Бог Отец держит державу, правой благословляет Деву Марию. Таким образом на картине изображены все лица Пресвятой Троицы.
Вокруг сцены коронования изображены одиннадцать ангелов в разноцветных одеждах — трое внизу и четверо с каждой стороны. Ангелы играют на арфе, трубе, лютне, виоле, литаврах и других музыкальных инструментах, известных в королевстве Неаполя.
В боковых частях триптиха, размером 155 см на 60 см каждый, изображены святые. В правой части в образе взрослого мужчины с бородой изображён святой Марк, евангелист и апостол. На нём красный хитон и алый плащ с чёрной подкладкой. В руках он держит открытую книгу, вероятно Евангелие от Марка. В левой части в образе юноши изображён святой Юлиан, мученик, пострадавший в Кампанье во время гонения на христиан при императоре Антонине Пие. На нём бурый хитон и красный плащ с алой подкладкой. В левой руке он держит пальмовую ветвь — символ мученичества, в правой белый стяг с красным крестом.
В работе над алтарным образом Кристофоро Скакко испытал влияние неаполитанской живописной школы, щедро использовав золотой цвет в богатом декоре. В образе Богоматери заметно также влияние современника автора, художника Пьерматтео д’Амелия.